# Nationaler Rat für den Schutz des Vaterlandes
Der Nationale Rat für den Schutz des Vaterlandes (französisch Conseil national pour la sauvegarde de la patrie, CNSP) ist die regierende Militärjunta von Niger nach dem Militärputsch in Niger 2023. Sie wurde am 3. August 2023 per Dekret von Abdourahamane Tiani gebildet, dem Anführer des Militärputschs. Am 7. August ernannte sie Ali Lamine Zeine zum Ministerpräsidenten.

## Bildung
Am Abend des 26. Juli 2023 erklärte der Oberstmajor der nigrischen Luftwaffe Amadou Abdourahamane im staatlichen Fernsehsender Télé Sahel, dass Präsident Mohamed Bazoum, der zuvor von der Präsidentengarde in seinem Amtssitz in der Hauptstadt Niamey festgenommen worden war, abgesetzt worden sei, und kündigte die Bildung einer Junta an. Im Sitzen und flankiert von neun weiteren Offizieren in Uniform erklärte er, die Verteidigungs- und Sicherheitskräfte hätten beschlossen, Bazoums Regierung „aufgrund der sich verschlechternden Sicherheitslage und der schlechten Regierungsführung“ zu stürzen, und kündigte die Auflösung der Verfassung des Landes, die Suspendierung staatlicher Institutionen, die Schließung der Grenzen und eine landesweite Ausgangssperre von 22:00 bis 05:00 Uhr Ortszeit bis auf weiteres an, während er gleichzeitig vor jeglicher ausländischer Intervention warnte.
Am 27. Juli verkündete Oberst Abdramane im Fernsehen, dass alle Aktivitäten der politischen Parteien im Land bis auf Weiteres ausgesetzt werden sollten. Die Führung der nigrischen Streitkräfte gab eine vom Generalstabschef der Armee, General Abdou Sidikou Issa, unterzeichnete Erklärung ab, in der sie ihre Unterstützung für den Staatsstreich erklärte und die Notwendigkeit betonte, „die körperliche Unversehrtheit“ des Präsidenten und seiner Familie zu schützen und „eine tödliche Konfrontation zu vermeiden, die ein Blutbad anrichten und die Sicherheit der Bevölkerung beeinträchtigen könnte“.
Am 28. Juli erklärte sich der Kommandeur der Präsidentengarde, General Abdourahamane Tiani, in einer Ansprache auf Télé Sahel zum Präsidenten des Rates. Er erklärte, der Staatsstreich sei durchgeführt worden, um den „allmählichen und unvermeidlichen Untergang“ des Landes zu verhindern, und sagte, Bazoum habe versucht, „die harte Realität“ des Landes zu verbergen, das er als „einen Haufen von Toten, Vertriebenen, Erniedrigung und Frustration“ bezeichnete. Er kritisierte auch die Sicherheitsstrategie der Regierung für ihre angebliche Ineffektivität. Ein Zeitplan für eine Rückkehr zur Zivilregierung wurde zunächst nicht genannt.

## Organisation

### Mitglieder
Durch ein Dekret vom 3. August 2023 legte Abdourahamane Tiani die Zusammensetzung des Nationalen Rates für den Schutz des Vaterlandes fest. Neben ihm selbst als Präsidenten des Rates gehören ihm folgende namentlich genannte Mitglieder an:
- General Salifou Modi[11] (seit 9. August 2023 auch Minister für Landesverteidigung)[12]
- Brigadegeneral Mohamed Toumba[11] (seit 9. August 2023 auch Minister für Inneres, öffentliche Sicherheit und Territorialverwaltung)[12]
- Brigadegeneral Moussa Salao Barmou[11] (seit 4. August 2023 auch Chef des Generalstabes der Streitkräfte)[13]
- Oberstmajor Karimou Hima Abdoulaye (seit 3. August 2023 auch Oberkommandant der Nationalgendarmerie)
- Oberstmajor Garba Hakimi[11] (seit 9. August 2023 auch Minister für Gesundheit, Bevölkerung und soziale Angelegenheiten)[12]
- Oberstmajor Amadou Abdourahamane[11] (seit 9. August 2023 auch Minister für Jugend und Sport)[12]
- Oberst Salissou Maman Salissou[11] (seit 9. August 2023 auch Minister für Verkehr und Infrastruktur)[12]
- Oberst Sidi Mohamed
- Oberst Amadou Bacharou Ibro (seit 7. August 2023 auch dem Präsidenten des Rates beigeordneter Stabschef)[14]
- Kommissar Oberst Abarchi Ousmane
- Oberst Sahabi Sani[11] (seit 18. August 2023 auch Ständiger Sekretär des Rates im Ministerrang)[15]
- Oberst Ahmed Sidian (seit 3. August 2023 auch Oberkommandant der Nationalgarde)
- Polizeigeneralinspektor Assahaba Ebankawel[11] (seit 11. August 2023 auch Generaldirektor der Polizei)[16]
- Oberstmajor Abou Oubandawaki[11] (seit 11. August 2023 auch Generaldirektor des Zollwesens)[16]
- Oberst Maizama Abdoulaye[11] (seit 9. August 2023 auch Minister für Wasserbau, Abwasserentsorgung und Umwelt)[12]

Der Rat hat außerdem folgende Mitglieder von Amts wegen:
- der Chef des Generalstabes der Streitkräfte[11] (Amtsinhaber seit 4. August 2023: Brigadegeneral Moussa Salao Barmou,[13] auch individuell Mitglied des Rates)
- der dem Präsidenten des Rates beigeordnete Stabschef[11] (Amtsinhaber seit 7. August 2023: Oberst Amadou Bacharou Ibro,[14] auch individuell Mitglied des Rates)
- der Stabschef der Bodenstreitkräfte[11] (Amtsinhaber seit 4. August 2023: Mamane Sani Tchiao)[13]
- der Stabschef der Luftstreitkräfte
- der Generalinspektor der Streitkräfte und der Gendarmerie[11] (Amtsinhaber seit 7. August 2023: Brigadegeneral Abou Tagué Mahamadou)[14]
- der Generalinspektor der Sicherheitsdienste
- der Oberkommandant der Nationalgarde (Amtsinhaber seit 3. August 2023: Oberst Ahmed Sidian, auch individuell Mitglied des Rates)
- der Oberkommandant der Nationalgendarmerie (Amtsinhaber seit 3. August 2023: Oberstmajor Karimou Hima Abdoulaye, auch individuell Mitglied des Rates)
- der Generaldirektor der Polizei[11] (Amtsinhaber seit 11. August 2023: Polizeigeneralinspektor Assahaba Ebankawel,[16] auch individuell Mitglied des Rates)
- der Generaldirektor des Zollwesens[11] (Amtsinhaber seit 11. August 2023: Oberstmajor Abou Oubandawaki,[16] auch individuell Mitglied des Rates)
- der Generaldirektor für Zivilschutz
- der Generaldirektor für Umwelt, Wasser und Forste
- der Kommandant der territorialen Gendarmerie
- der Kommandant der mobilen Gendarmerie
- die Gouverneure der Regionen[11]
  - der Gouverneur von Agadez (Amtsinhaber seit 1. August 2023: Brigadegeneral Ibro Boulama)
  - der Gouverneur von Diffa (Amtsinhaber seit 1. August 2023: Brigadegeneral Ibrahim Bagadoma)
  - der Gouverneur von Dosso (Amtsinhaber seit 1. August 2023: Brigadegeneral Iro Oumarou)
  - der Gouverneur von Maradi (Amtsinhaber seit 1. August 2023:  Polizeigeneralkontrolleur Issoufou Mamane)
  - der Gouverneur von Niamey (Amtsinhaber seit 1. August 2023: Brigadegeneral Abdou Assoumane Harouna)
  - der Gouverneur von Tahoua (Amtsinhaber seit 1. August 2023: Oberstmajor Oumarou Tawayé)
  - der Gouverneur von Tillabéri (Amtsinhaber seit 1. August 2023: Oberstleutnant Maïna Boukar)
  - der Gouverneur von Zinder (Amtsinhaber seit 1. August 2023: Oberst Labo Issoufou)[17]
- die Kommandanten der Verteidigungszonen
- die Kommandanten der Legionen[11]

### Funktionsweise
Durch dasselbe Dekret vom 3. August 2023, das seine Mitglieder bestimmte, wurde auch die Funktionsweise des Rates festgelegt. Der Rat soll zusammentreten, wenn er von seinem Präsidenten einberufen wird. Als Verwaltungsorgan nach innen und außen wurde ein Sekretariat eingerichtet.